# Політична партія
Політи́чна па́ртія — особлива громадська організація (об'єднання), яка прагне досягти мети, загальної для її членів шляхом отримання і здійснення політичної влади. Інструментом партії є оволодіння політичною владою в державі або взяти в ній участь через своїх представників в органах державної влади та місцевого самоврядування. У демократичних країнах політичні партії керуються інтересами своїх виборців.
В Україні політи́чна па́ртія — це зареєстроване згідно з Законом України «Про політичні партії в Україні» добровільне об'єднання громадян — прихильників певної загальнонаціональної програми суспільного розвитку, що має своєю метою сприяння формуванню і вираженню політичної волі громадян, бере участь у виборах та інших політичних заходах.

## Історія. Завдання
Термін «партія» (лат. pars/partis — частина, галузь, відділ) існує ще з давньоримських часів, поняття «політична партія» як ми розуміємо його зараз — витвір новітньої доби. Звичайно, різноманітні політичні групи, клуби та кліки такі ж старі, як і сама політика, але політичні партії у сучасному їх значенні тісно пов'язані зі становленням і розвитком представницької демократії та основного її елементу — парламентаризму як форми і методу організації та здійснення влади.
У більшості західних демократій виникнення політичних партій відбувалося поряд з поширенням права участі у виборах на все ширші верстви суспільства. Розширення народного представництва в органах влади не могло не вплинути на сам механізм виборчого процесу та його дійових осіб. Політики не могли більше ігнорувати значну кількість своїх потенційних прихильників. Зі зростанням кількості осіб, які не лише мають право обирати, але й право бути обраними, з'явилася небезпека безладдя у вільному політичному суперництві. За умов, коли на політичній арені відбувається строката метушня великої кількості кандидатів з різнобарвними політичними гаслами і програмами, виборець у такому хаосі політичних прапорів навряд чи міг зробити обдуманий і виважений вибір.
Крім того, формування уряду у парламентській системі за такого величезного розмаїття представлених точок зору було вкрай складною, якщо не сказати майже неможливою, справою. Таким чином, постала необхідність певних форм організації між офіційними особами чи кандидатами на політичні посади і тими групами громадян, котрі їх підтримують, з метою сприяння цим особам у здобутті або збереженні влади. Так, протягом XIX — початку XX століть у західних демократіях виникають політичні партії, які об'єднують громадян у більш чи менш формально організовані структури, призначені забезпечити кандидатів на політичні посади у державі і культивувати громадську підтримку в суспільстві, необхідну для їх обрання на основі їхніх спільних заяв принципів і програм діяльності.
Спочатку це були так звані «внутрішньо створені» партії в межах певної парламентської асамблеї, надалі переважали «зовнішньо створені» (поза парламентом) партії, які відображали вимоги і потреби різних соціальних верств і класів для їх законодавчого та самоврядного представництва. Яскравим прикладом таких «зовнішньо створених» партій є соціалістичні робітничі партії, що поширилися в Європі з початку минулого століття. Трохи пізніше таким чином виникли комуністичні, націоналістичні та фашистські партії, котрі вимагали вже не лише реформ, але повної трансформації суспільств, у яких вони діяли. Поява та розвиток цих партій знаходили сприятливий ґрунт саме серед суспільств з нерозвиненими демократичними інституціями, передусім такими як парламент та інші представницькі органи влади, а також за умов слабкої, хиткої виконавчої влади.
Політична партія ставала практичним засобом, що відкриває канали зв'язку, комунікації серед різних соціальних груп, виявляючи і представляючи їхні інтереси; інструментом, який виражає під спільним знаменником об'єднаний політичний вибір її членів і прихильників.
Ідентифікація посадових осіб за певною партією слугувала продовженням політичного процесу. Окремі особи, зрештою, полишали політичну діяльність, але те, що вони зробили, перебуваючи на посадах, створювало імідж їхньої партії. Коли час розмірковувань виходив, виборець часто підтримував або відкидав ту чи іншу партію безвідносно до змін у складі її кандидатів. На багатьох виборців з часом назви партій вже діяли як певні кодові символи, які викликали прихильну або несхвальну реакцію, навіть коли виборець мало знав про склад та особисті якості партійних кандидатів.
Таким чином, природа політичної партії полягає в тому, що вона об'єднує у своїй структурі громадян певних соціальних верств і груп, а також завдяки цій структурі партія бере участь у процесах здобуття, утримання та впливу на державну владу.
З іншого боку, політична партія як організована частина певної соціальної спільноти відображає її політичну ідеологію у прагненні змінити або зберегти існуючі у суспільстві відносини, а також роль, характер і реалізацію державної влади. Партія чи кілька партій репрезентують відповідний політичний рух, що несе у собі певну ідеологію стосовно розвитку суспільства. У руслі будь-якого руху політичних ідей партія відіграє роль організованої структури цього суспільного руху, реалізатора і втілювача його ідеології в суспільстві через участь у політичному процесі. Тому справедливим є також визначення політичної партії як організації, що прагне досягти політичної влади шляхом обрання своїх членів на державні посади з тим, щоб її політична філософія могла бути відображена у державній політиці.
Політична партія у політичній системі суспільства є важливим і необхідним елементом здобуття, впливу та здійснення політичної влади. Вона є тим інститутом політичної системи, що акумулює і виражає політичні інтереси тих чи інших суб'єктів політики, які спрямовані на здобуття або утримання державної влади, крізь призму їхніх ідеологічних засад.

## Класифікація політичних партій
1.Соціально-класовий критерій:
- буржуазні
- трудящі
- примирні

2.За організації (критерії Дюверже):
- масові
- кадрові

3.За рівнем участі у владі:
- правлячі
- опозиційні
- що не набрали достатньої кількості голосів

4.За місцем у партійному спектрі:
- праві
- центристи
- ліві
- мішані

5.За організаційною структурою:
- класичного типу
- рухливого типу
- політичний клуб
- авторитарно-власницького типу

6.Стосовно влади:
- легальні
- нелегальні

## Структура
Політична партія, як правило, на чолі з лідером партії (найпотужніший член і прессекретаря, який представляє партію), секретар партії (який підтримує щоденну роботу і облік партійних зборів), скарбник (який відповідає за членські внески) і головуючий (який формує стратегію рекрутування та утримання членів партії, а також головує на партійних зборах). Більшість із зазначених позицій є також членами партії виконавчої влади, провідної організації, яка встановлює політику для всієї партії на національному рівні.
У парламентських демократіях, на регулярній, періодичній основі, партійні конференції проводяться для обрання партійних посадовців, хоча позачергові вибори керівництва можна назвати, якщо достатня кількість членів вибирають такі. Партійні конференції також проводяться для того, щоб затвердити цінності партії для членів в майбутньому році.
Залежно від демографічного поширення членства в партії, члени партії формують місцеві або регіональні партійні комітети, з тим щоб допомогти кандидатам балотуватися на місцевих або регіональних відділень в уряді. Ці місцеві відділення партії відображають позиції офіцера на національному рівні.
Також прийнято для політичних членів партії, щоб сформувати крила для нинішніх або потенційних членів партії, більшість з яких належать до наступних двох категорій:
- на основі ідентифікаційної інформації: в тому числі молодіжних крил, жіночі крила, крила етнічних меншин і т. д.
- позиція на основі: в тому числі крила для кандидатів, мерів, губернаторів, фахівців, студентів і т. д. Формування цих крил, можливо, стали звичайним явищем, але їх існування  — це швидше зазначення відмінностей думок, внутрішньопартійної конкуренції, вплив інтересу групи або спроби впливати на свого держави або регіону.

Вони корисні для партії охоплення, професійної підготовки і зайнятості. Багато молодих спрямовані політики прагнуть ці ролі і робочі місця як сходинками до своєї політичної кар'єри в законодавчих та / або виконавчими органами.

## Функції
1. Представництво інтересів. Партії виступають важливими виразниками інтересів соціальних класів, прошарків і груп, трансформуючи велику кількість цих різноманітних і специфічних потреб і вимог у більш системні, зручні для оперування пакети пропозицій. Проте, у той час як групи тиску лише виражають певні інтереси, політичні партії відбирають, раціоналізують і впорядковують інтереси, як правило, різних груп, об'єднуючи їх в єдину систему. При цьому багато з цих вимог відкидаються залежно від їх відповідності партійній ідеології, що пояснюється двостороннім зв'язком політичної партії з її соціальною базою. Таким чином, політична партія є важливим фактором у визначенні, відборі, систематизації і вираженні суспільних інтересів у політиці.
2. Комунікативна функція. Багато західних авторів особливо наголошують на цій функції політичних партій, зазначаючи, що саме вони значною мірою забезпечують необхідний зв'язок між тими, хто здійснює політичне керівництво, та тими, на кого воно поширюється, тобто практично на всіх інших громадян. Партія, таким чином, виконує роль каналу вираження та формування ідей, цілей, завдань тощо, який спрямований як вгору — до вершини владної піраміди у державі, так і вниз — до найнижчих соціальних верств, та є визначальним для політичного управління у суспільстві. У конкурентних партійних системах висхідний канал комунікації (зв'язку) від керованих до керуючих є досить інтенсивним і сталим. Однак навіть у таких системах партія функціонує як засіб для вираження і поширення інформації, освіти, впливу на громадську думку. Саме це мав на увазі М.Дюверже, зазначаючи, що партійна система меншою мірою є відбитком громадської думки, ніж громадська думка — проєкцією партійної системи. В однопартійних системах, де існує тільки правляча партія, потік політичної комунікації спрямований переважно донизу.
3. Формування і підбір політичних еліт та соціалізація. Партії служать головним механізмом у комплектуванні та поповненні еліт, через який кандидати на політичні посади готуються і відбираються на всіх рівнях партійної піраміди та через який, зокрема, обирається національне (державне) політичне керівництво. Відбір кандидатів усередині партій часто є більш вирішальним етапом, ніж подальші всенародні чи регіональні вибори. Це є справедливим для усіх партійних систем, у тому числі й для однопартійних. А в системах пропорційного представництва з партійними списками, що переважають у континентальній Європі, позиції кандидатів у виборчому списку практично визначають їхні шанси на виборах. Якою б не була виборча система, попередній відбір кандидатів на ті чи інші державні посади часто здійснюється вузьким «електоратом» партійних діячів. Крім того, за допомогою партій відбувається політична соціалізація їхніх членів і прихильників, виховання та ідентифікація їх у певному політико-ідеологічному руслі. Часто передача цих соціальних цінностей та політичних уподобань здійснюється з покоління у покоління. Приміром, у Великій Британії та США значна частина виборчих округів протягом більш ніж століття зберігає свою прихильність до кандидатів однієї й тієї ж політичної партії.
4. Розробка політики та здійснення політичного курсу. У правлячій партії її лідери, що здійснюють політичне керівництво країною, вирішують подвійне завдання по встановленню, впорядкуванню та забезпеченню виконання спільних для всього суспільства цілей, національних інтересів даної держави. Політичні партії були головними рушійними силами у революційних перетвореннях сучасної доби. Так, грандіозні трансформації суспільств у СРСР та Китаї, котрі відбулися у цьому столітті, були проведені «передовими загонами пролетаріату» — комуністичними партіями, що призвело до радикальних, корінних соціальних змін. А націоналістичні партії в більшості країн, що розвиваються, відіграли вирішальну роль у здобутті державної незалежності та подальшого згуртування нових націй у «традиційні» суспільства. Подібний процес можна також спостерігати з розпадом СРСР та Югославії у так званих нових незалежних державах. Коротко кажучи, політичні партії задають напрямок та беруть або прагнуть брати активну участь у здійсненні державної політики.
5. Функції соціальної інтеграції. Політичні партії, несучи в собі певну систему ідейних цінностей по відношенню до здійснення політичної влади у суспільстві, виступають об'єктами емоційної прихильності (відданості) або протидії (ворожнечі). Справляючи, таким чином, значний вплив на громадську думку та поведінку громадян (виборців), партії відіграють роль своєрідного «лакмусового папірця» — соціального індикатора і відповідно — інтегруючого фактора для тих чи інших соціальних верств, спільнот і груп, які бачать у конкретній партії виразника своїх політичних потреб та інтересів, з якою вони пов'язують свої надії на вирішення певних суспільних завдань і розвиток країни, з якою, нарешті, вони ідентифікують себе у ставленні до різних проблем, що існують у суспільстві. Політичні партії є, як визначають соціологи, референтними групами для своїх прихильників. Досить часто виборець звично голосує за «свою» партію, не заглиблюючих у суть її програм або складу і якостей її кандидатів, просто тому, що психологічно він зорієнтований саме на цю конкретну партію, з якою він асоціює і свій політичний вибір. Партія стає «певним реальним явищем у пам'яті та емоціях електорату, незалежно від його думки і дій» (Г.Уоллес) 2). Це підтверджується багатьма науковими дослідженнями виборчої поведінки, хоча очевидним сьогодні є також і зниження рівня ідентифікації виборців з політичними партіями у багатьох демократіях світу.

## Партії і їх напрям
Політичні партії нерідко асоціюються з політичним спектром. В одному з них (часто згадується при описі політичних партій Іспанії, Італії і т. ін.) «лівими» іменуються прихильники радикальних змін, а «правими» — консерватори і основоположники ідеї збереження традицій. Більш поширена шкала, в якій «лівими» вважають комуністів, соціалістів і соціал-демократів, а «правими» — монархістів, консерваторів і фашистів. Є так само і партії, що знаходяться на стику лівої і правої ідеології, наприклад одночасно ліві і ультраправі. Центристських партій відносять ті, які підтримують список правил, що належать до різних частин політичного спектру. У більшості партій існують фракції, які підтримують погляди, що трохи відрізняються від офіційної політики партії — в такому випадку говорять про лівому або правому «ухилі».

## Ідеологічні типи політичних партій
Термін «ідеологія» вперше з'явився на зламі XVIII—XIX століть у працях французького економіста і філософа Дестют де Трасі для позначення «вчення, науки про ідею», котрі є основою формування громадської думки, політичних поглядів, поведінки людей, а отже і політики. У сучасному розумінні, ідеологія — це система поглядів стосовно основних принципів організації суспільства, його цінностей та місця в ній людини. Ідеологія складається з трьох елементів: -образу дійсності (того, що відбувається в конкретному суспільстві та поза ним); -аксіологічної системи (ієрархії цінностей); -практичних вказівок (методології діяльності для зміни або збереження існуючого стану справ у суспільстві). Політичними ідеологіями називають «політичні концепції», що стали ідеологіями, тобто відіграють інтегрувальну роль стосовно політичних рухів і зміщують наголоси від концептів до цінностей. Кожна з політичних ідеологій має одну (іноді кілька) центральну цінність — Бога, людину, націю, клас, людство, порядок, безпеку, свободу тощо". Найвпливовішими політичними ідеологіями є лібералізм, консерватизм, соціал-демократія (або соціалізм), комунізм, націоналізм, фашизм. Кожна з цих ідеологій має широке теоретичне підґрунтя і в процесі історичного розвитку виникали нові синтетичні їх різновиди, що поєднували особливості, як близьких, дотичних так і, на перший погляд, несумісних політико-ідеологічних платформ.
Комунізм. Витоки цієї політичної ідеології беруть свій початок з комуналістських утопій Томаса Мора і Томмазо Кампанелли, знаходять свій розвиток у соціалістів-утопістів початку XIX століття — А. Сен-Сімона, Шарля Фур'є і Р. Оуена. Оформленням в чітку політико-ідеологічну концепцію комунізм завдячує К. Марксу та Ф.Енгельсу, а пізніше продовжувачу і втілювачу його ідей — В. І. Леніну. В основу системи цінностей комунізму покладено пролетаріат — — найбідніший клас найманих робітників, «найреволюційніший клас суспільства». Основоположники комуністичної теорії наголошують на тому, що економічні відносини як базисні в суспільстві визначають усі інші. Оскільки капіталізм ґрунтується на економічній несправедливості та експлуатації пролетаріату, котрий, за К. Марксом, єдиний створює присвоювану власниками засобів виробництва додаткову вартість, то він як суспільно-політична формація призводить до загострення внутрішніх протиріч і класової боротьби та має бути зруйнований шляхом пролетарських революцій. Комунізм як політична ідеологія та система організації суспільства має дві стадії розвитку — першу (або нижчу) соціалізм, який готує матеріальні та соціальні передумови для виникнення вищої (або завершальної) стадії — власне комунізму. Характерними ознаками цієї політико-ідеологічної системи є: -виключне панування суспільної (на першій стадії — державної і колгоспно-кооперативної) власності на засоби виробництва; -централізоване планування й адміністративно-командне управління в економіці, спрямовані на максимізацію виробництва та кількісні показники при соціалізмі з метою створення бази матеріального достатку для запровадження комунізму; -регламентація з боку держави розподілу продуктів і послуг у суспільстві, відповідно до потреб його членів; -декларована рівність умов, що має забезпечити громадянам всебічний соціальний розвиток і необхідне отримання матеріальних і культурних благ; -прагнення нівелювати будь-які відмінності між соціальними класами, групами, а також націями. Крім того, комунізм дав поштовх для виникнення і трансформації різноманітних неокомуністичних та ультралівих течій, таких як маоїзм, троцькізм, сталінізм, ходжизм та інші.
Соціал-демократія, або демократичний соціалізм. Уперше термін «демократичний соціалізм» застосував відомий англійський письменник і драматург Бернард Шоу. Сама політико-ідеологічна концепція виділилася у робітничому русі як його реформістська течія до кінця Другого Інтернаціоналу (1889—1914 рр.), і вже у 20-х роках соціал-демократія оформилася в самостійний політичний напрямок, засудивши революційний екстремізм більшовицьких сил після Жовтневого перевороту та політичні репресії «диктатури пролетаріату». Ідеологія демократичного соціалізму постійно змінювалась і розвивалась, еволюціонуючи від спроб повалення капіталізму до його поступового реформування, гармонізації соціальних відносин та орієнтації цієї економічної системи в бік суспільних потреб. Власне, для демократичного соціалізму завжди було актуальним питання: як поєднати соціальну справедливість зі свободою ліберальних демократій, оскільки значна бюрократизація економіки, як відомо, веде до збільшення соціального контролю та зменшення свободи у суспільстві. Усвідомлюючи це, соціал-демократи намагаються знайти рівновагу між вільним ринком та спробами його регулювання, між ефективним виробництвом та справедливим розподілом, між розвитком підприємництва, економічними стимулами до праці та достатнім рівнем оподаткування для забезпечення соціальних програм і зрештою переваг соціалізму, що проголошуються. Соціал-демократія ґрунтується на трьох основних принципах: свободі, соціальній справедливості та солідарності. Поняття свободи, запозичене з класичного лібералізму, означає передовсім права людини та свободу її поглядів і дій за умови, якщо це не заподіює шкоди іншим. «Справедливість, --як сказано в Декларації принципів Соціалістичного інтернаціоналу (1989 р.),--означає припинення будь-якої дискримінації особистості, а також рівність у правах і можливостях». Під рівністю, у свою чергу, розуміють «вираження однакової цінності всіх людей», вона є «обов'язковою умовою вільного розвитку особистості»). Солідарність же розглядається як відповідальність індивідуумів один за одного, за все суспільство, а також суспільства — за кожного з його членів.
Лібералізм. Ідея свободи індивіда, що є наріжним каменем системи цінностей лібералізму, постала наслідком європейського культурного Ренесансу та Просвітництва, і вперше з'явилася у працях Т.Гоббса, Дж. Локка, Ш.Монтеск'є. Основоположниками лібералізму вважаються Б.Констан і А. де Токвіль, серед його визначних теоретиків були Дж. С.Мілль, Дж. Медісон, Т.Джефферсон, В.Гумбольдт, А.Сміт. Лібералізм ознаменував утвердження прав і свобод людини, незалежно від її походження, відкидаючи станові привілеї, а також парламентську демократію та вільну ринкову конкуренцію. У політичному плані він став підґрунтям конституціоналізму та поділу державної влади (на законодавчу, виконавчу і судову), спрямованих у кінцевому підсумку на обмеження політичної влади та пом'якшення різних форм державного і суспільного примусу щодо індивіда. Зрештою, за Б.Констаном, будь-яка влада, котра порушує права людини, стає незаконною. Характерними рисами лібералізму є індивідуалізм, гуманізм, толерантність і демократизм. Поряд із самоцінністю особистості, ця політична ідеологія наголошує на нерозривності свободи індивіда та його соціальної відповідальності перед суспільством, обстоює існування правової держави та необхідність верховенства в ній закону. У першій половині ХХ століття сформувався новий тип лібералізму, що увібрав у себе значну частину консервативної традиції, — неолібералізм. Він характеризується зростаючою роллю держави у сфері регулювання економіки та перерозподілу певної частини суспільного продукту, здійснення соціально-економічних програм. На основі цього синтезу ліберальних і консервативних ідей виникло поняття «держави загального добробуту», де поєднуються індивідуальна ініціатива її громадян з державним втручанням у соціальне й економічне життя. Ідея «відповідальності держави» за творення сприятливих умов для реалізації принципів класичного лібералізму, за розвиток всього суспільства та відповідно добробут його громадян зближує неолібералізм також із соціал-демократією, що дає багатьом політологам підстави говорити про існування такого політико-ідеологічного напряму, як соціал-лібералізм.
Консерватизм. Його виникнення як політичної ідеології пов'язане з крахом системи феодалізму та династично-монархічного режиму в Європі внаслідок грандіозних змін, які започаткували доба Просвітництва і Велика Французька революція кінця XVIII століття. Вперше термін «консерватизм» було вжито французьким письменником Франсуа-Рене де Шатобріаном, який жалкував за зруйнованими аристократичними устоями старих монархій. Визначним фундатором політико-ідеологічної теорії консерватизму по праву вважається англійський філософ і політик Едмунд Берк, книга якого «Роздуми про Французьку революцію» довго залишалася для його численних послідовників «Біблією консерватизму». Центральне місце в системі цінностей консерватизму належить державі та її інтеграційній ролі для суспільства. Серед його визначальних ознак можна виділити безперечно традиційну для даного народу мораль, що зберігає його як єдине культурне ціле, та ієрархічність, чітка стратифікація суспільства. Крім того, поняттями, котрі наповнюють сенс консерватизму завжди були порядок, авторитет, відповідальність, стабільність, релігійність, патріотизм, обов'язковість, честь, праця, сім'я, право та дисципліна. В економіці консерватизм сповідує недоторканість приватної власності, розглядаючи її як передумову досягнення особистої свободи і збереження соціального порядку, принципи вільної конкуренції та необхідність мінімального державного регулювання економіки. У процесі перегляду та залучення до своєї ідеологічної орбіти ліберальних ідей і цінностей з консерватизму класичного витворився неоконсерватизм. У політичній системі суспільства він прагне створити гнучкіші й ефективніші структури влади, відновити традиційні моральні цінності та забезпечити належні законність і порядок. В економічних відносинах неоконсерватизм орієнтується на всебічне стимулювання приватного підприємництва, зменшення державного втручання, запровадження монетаристської моделі розвитку. У соціальній сфері спостерігається жорстка державна економія, скорочення соціальних програм, підтримка стабільної структури суспільства з переважною часткою «середніх класів».
Націоналізм. У західній політичній науці це поняття стосується ідеології, тісно пов'язаної з будівництвом держав-націй і виникненням індустріального суспільства протягом XIX і значною мірою ХХ століть. Як політико-ідеологічна концепція націоналізм став продуктом боротьби проти феодалізму та подальшого утвердження демократичних засад суспільного устрою. Націоналізм виникає з усвідомленням соціальною спільнотою своїх спільних національних ознак на підставі етнічної, культурної, релігійної приналежності, а також уявлень про спільні походження, територію мешкання, мову та своєрідну специфіку психології та рис характеру членів цієї спільноти. Проте, пізніше націоналізм часто використовувався як важливий компонент агресивної експансіоністської політики держав-націй, що намагалися переглянути існуючий геополітичний порядок і зайняти панівне становище у світі, як цього прагнули гітлерівська Німеччина, Італія часів Муссоліні та мілітаристська Японія під час Другої світової війни. В ієрархії ідеологічних і політичних цінностей націоналізму чільне місце належить нації, похідною від якої є національна держава, що служить для неї засобом самоствердження і розвитку. Нація розглядається як «вітчизна ідеологічна» (Ст. Оссовський), приналежність до якої визначається через участь окремої особи в її громадсько-політичному житті. Державність нації є необхідною умовою її існування, тому кожний послідовник націоналізму, тобто «національно свідомий патріот», зобов'язаний боротися за її здобуття. Останнє твердження відображає суть ідеологічної установки українських націоналістів у їхній боротьбі за незалежність України. Причому, на українському ґрунті націоналізм сформувався у вигляді двох основних типів: демократичного та інтегрального. Перший подібний до націоналізму в європейському сенсі, ставлячи за мету створення української національної демократичної держави шляхом права народів на самовизначення в його етнічних кордонах, розглядаючи націю в її суб'єктивному значенні, тобто як націю політичну. Націоналізм інтегральний підкреслює етнічний характер нації та відповідно її держави, розуміючи під політичним режимом національну диктатуру на чолі з провідною верствою «українських патріотів».
Фашизм. До визначальних ознак цієї політичної ідеології відносять: тотальний контроль з боку партійної фашистської еліти над суспільним і особистим життям громадян; знищення демократичних прав і свобод; залежність індивіда від інтересів і потреб нації, соціальних мас, заздалегідь визначених фашистським керівництвом; ієрархічність соціальної структури суспільства; зрощення надцентралізованої бюрократичної машини держави з фашистською партією; перенесення внутрішньополітичних проблем у площину геополітики та формування «образу ворога». Фашизм сповідує політику так званого «соціального дарвінізму», за яким «сильнішим» народам чи расам не тільки визначено панувати над «слабкішими», але також їхнім правом і обов'язком є встановити це панування. Фашизм як ідеологія виник після Першої світової війни в Італії, і вже 1922 року фашисти прийшли до влади у цій країні, отримавши значну більшість у парламенті. Преса потрапила під сувору цензуру, політичні партії були ліквідовані, фашистський партійний апарат сконцентрував всю політичну владу в країні, заборонялися будь-які страйки, а новостворені промислові «корпорації», що покликані були об'єднувати підприємців і робітників, поставили економіку Італії під фашистський контроль. Гітлерівський націонал-соціалізм (нацизм) поряд із цими «досягненнями» фашизму наголошував на виключній ролі арійської раси серед інших народів світу та необмеженій диктатурі однієї особи — вождя, який уособлює націю і стоїть на вершині владної піраміди у фашистській державі. Хоча фашизм був заборонений внаслідок перемоги у Другій світовій війні сил антигітлерівської коаліції, організації, що сповідують неофашистську ідеологію, існують сьогодні у багатьох країнах світу.
Неофашизм має дві форми прояву: 1) нелегального традиційного фашистського руху, пристосованого до сучасних умов; та 2) легальної і напівлегальної організації діяльності із дотриманням зовнішньої лояльності до законності, демократичних політичних інститутів, а також участь у парламентських виборах. Основні політичні ідеології згідно зі своїми базовими характеристиками можуть розглядатися у вигляді певної циклічної системи, розташованої у двовісній площині координат, де кожен вектор, що виходить з умовного «нуля», вказує на ту чи іншу ціннісну орієнтацію. Базовими ознаками, або цінностями, на яких ґрунтується дана політико-ідеологічна типологія, виступають: 1)по осі абсцис (горизонталь) — полюс пріоритету суспільних інтересів і колективної власності з одного боку та полюс пріоритету держави та/або нації, а також приватної власності з іншого; 2)по осі ординат (вертикаль) — диктаторсько-централістський полюс моністичного світогляду на одній стороні та, відповідно, демократично-федералістський полюс плюралістичного світогляду на іншій. Звичайно, ця схема, як і будь-яка інша, є дещо умовною, але вона дає змогу наочно представити розміщення найвпливовіших політичних ідеологій відносно одна одної в певній цілісній картині, яка є порівняно зручною для визначення, скажімо, місця конкретного політичного об"єднання чи партії за її політико-ідеологічними критеріями та базовими ціннісними орієнтаціями.

## Партійні системи
У безпартійної системі або не існує офіційно зареєстрованих політичних партій, або закон забороняє появу останніх. У безпартійних виборах кожен кандидат виступає за себе і, таким чином, є яскравим і самостійним політиком. Історичний приклад подібної системи — адміністрація Джорджа Вашингтона і найперші скликання конгресу США.
На сьогодні існує кілька «безпартійних» держав. Це, як правило, за формою правління абсолютні монархії: Оман, Об'єднані Арабські Емірати, Йорданія, Бутан (до 2008 р). У цих країнах існує або пряма заборона на політичні партії (Гана, Йорданія), або відсутні відповідні передумови для їх створення (Бутан, Оман, Кувейт). Схожою може бути ситуація при впливовому главі держави, коли дозволені партії грають деяку роль (Лівія на межі XX—XXI ст.).
В однопартійної системи офіційно дозволена тільки одна політична партія; її влада закріплена законодавчо і є незаперечною. Існує варіація цієї системи, коли існують також дрібні партії, від яких законодавчо потрібно визнавати лідерство основної партії. Нерідко при подібному розкладі становище всередині партії може бути важливіше положення в державному апараті. Класичний приклад країни з однопартійною системою — СРСР (проте в СРСР офіційної заборони на інші партії ніколи не було).
У системах з правлячою партією діяльність партій дозволена, регулярно проводяться вибори, суспільство має демократичні традиції. Незважаючи на присутність опозиції, владна партія перемагає на виборах, постійно оновлюючи свій кадровий потенціал, програму, випереджаючи опозицію в розробці нових ідей. Приклад з новітньої історії — Японія в особі Ліберально-Демократичної Партії, а також Росія на початку XXI століття.
Двопартійна система характерна для таких держав, як США і Ямайка. При цьому є дві домінуючі (рідше їх також називають правлячими) партії, а також склалися такі умови, при яких одна партія практично не має можливості отримати необхідну перевагу над іншою. Можливим варіантом може бути також одна сильна ліва і одна сильна права партії. Відносини в двопартійної системи були вперше детально описані Морісом Дюверже і мають назву закону Дюверже.
У багатопартійних системах є кілька партій, що мають реальні шанси на широку підтримку населення.
У державах, подібних Канаді і Великій Британії, можуть бути дві сильні партії і третя, що досягає достатніх успіхів на виборах, щоб скласти реальну конкуренцію першим двом. Вона нерідко займає друге місце, але практично ніколи офіційно не очолювала уряд. Підтримка цієї партії може в деяких випадках переважити чашу терезів на гострому питанні в ту чи іншу сторону (таким чином, третя партія також має політичний вплив).
У рідкісних випадках (приклад: Фінляндія) в країні можуть бути три однаково успішні партії, кожна з яких має шанс сформувати самостійної держави.
Для значного числа сучасних європейських демократій характерний відносно низький «загороджувальний бар'єр» на виборах, що дозволяє найбільш репрезентативно відобразити в парламенті поточні політичні уподобання. Як результат, в парламент проходить безліч партій, жодна з яких не володіє більшістю. В результаті переговорів між партіями складається парламентська коаліція, яка має більшістю і приймає на себе управління державою. Класичним прикладом є політичні системи таких європейських країн, як Нідерланди, Бельгія, Данія, Швеція, Чехія, Німеччина, Італія, Ірландія, Сербія, Латвія, Естонія, Ізраїль. Витратами подібної політичної системи може бути перманентна коаліційна нестабільність, яка веде до частих розпуску законодавчого органу і призначення позачергових виборів. Так, за 62-річну історію Ізраїлю в ньому змінилося 18 складів парламенту, тобто обраний Кнесет працює в середньому трохи більше 3 років (при номінальній 5-річної каденції).

## Фінансування
Політичні партії спонсоруються заможними членами партії, а також особами та організаціями, які поділяють з нею свої політичні погляди і які отримають ті чи інші плюси від її діяльності. Ліві партії (комуністи, соціалісти) традиційно збирають зі своїх членів регулярні членські внески, як правило становить кілька відсотків від щомісячного доходу. У більшості політичних партій і фракцій (особливо в тих, що мають доступ до безпосереднього управління державою) існує лобі тих чи інших зацікавлених груп (великого бізнесу, торгових об'єднань). Гроші і подарунки партія може також отримувати як вступний внесок (або, набагато рідше, у вигляді плати за включення у виборчий список). Це, проте, є потенційним джерелом корупції. У більшості держав світу забороняється фінансування політичних партій і політичних громадських організацій з-за кордону, статутами яких передбачено безпосередню участь у виборах в країні.
У Великій Британії було запропоновано (але не затверджено) фінансувати політичні партії з бюджету держави. У Росії підтримку з держбюджету отримують партії, що домоглися певного результату на виборах: для виборів до Державної Думи цей поріг зараз становить 3 %, що нижче прохідного бар'єра, необхідного для допуску до розподілу місць в парламенті.

## Кольори та емблеми партій
У всьому світі політичні партії асоціюють себе з тими чи іншими барвами (здебільшого для того, щоб виділятися на виборах). Червоний, як правило, є кольором лівих партій: комуністів, соціалістів і т. П. Кольори консервативних партій — сині і чорні. Виняток: у США колір республіканської партії — червоний, а демократичної — синій.
Рожевим зазвичай відзначаються соціал-демократи, жовтий — колір лібералізму. Зелений асоціюється з зеленими (поборниками захисту навколишнього середовища) чи ісламістськими партіями. Пурпурний вважається кольором монархії (як і білий), але рідко використовується сучасними політичними партіями. Коричневий і (рідше) чорний зазвичай зв'язуються з фашистськими і неонацистськими партіями, а також чорний — колір анархістів.
Класична емблема соціалістичних партій — червона троянда, затиснута в кулаку. Комуністи використовують серп і молот. Символи можуть серйозно вплинути на успіх партії і нерідко пов'язані з ключовими речами в житті народу. Наприклад, на кенійському референдумі про прийняття конституції (2005) прихильники конституції використовували як свій символ банан, а противники — апельсини.

## Типи політичних партій
Французький політолог Дюверже проводить відмінність між кадровими партіями і масовими партіями. Кадрові партії були політичні еліти, які були пов'язані з якими оспорювалися виборів і обмежив вплив сторонніх осіб, які були тільки необхідні для надання допомоги у виборчій кампанії. Масові партії намагалися вербувати нових членів, які були джерелом доходу партії і часто, як очікується, поширювати партійну ідеологію, а також сприяння у виборах. Соціалістичні партії є прикладами масових партій, в той час як британська Консервативна партія і німецький Християнсько-демократичний союз є прикладами гібридних партій. У Сполучених Штатах, де обидві основні партії були кадрові партії, введення праймеріз і інших реформ перетворила їх так, що влада знаходиться в руках активістів, які конкурують за вплив і висунення кандидатів.
Клаус фон Байме до категорії європейських партій на дев'ять сімей, в яких описувалися більшість партій. Він був в змозі влаштувати сім з них зліва направо: комуністична, соціалістична, зелений, ліберальна, християнсько-демократична, консервативна і борець за свободу. Положення двох інших типів, аграрних та регіональних / етнічних партій варіювалася.